# مهر هرمزد
مهر هرمزد (بالفارسية: مهرهرمزد) كان أحد النبلاء الإيرانيين من آل سورن. كان ابن مردانشاه، بادجوسبان نمروز، الذي أُعدم فيما بعد بأمر من الملك الساساني كسرى الثاني (حكم من 590 إلى 628). في عام 628، تمت الإطاحة بكسرى على يد ابنه قباد الثاني (حكم 628)، وتم نقله إلى السجن، حيث تم إعدامه بعد فترة وجيزة على يد مهر هرمزد الذي سعى للانتقام لمقتل والده. ومع ذلك، بعد الإعدام، قام قباد بقتل مهر هرمزد.